# Aleksiej Aleluchin
Aleksiej Wasiljewicz Aleluchin, ros. Алексей Васильевич Алелюхин (ur. 30 marca 1920 w Kiesowej Gorze k. Tweru, zm. 29 października 1990 w Moskwie) – radziecki pilot, as myśliwski II wojny światowej, generał major lotnictwa, dwukrotny Bohater Związku Radzieckiego (1943, 1943).

## Życiorys

### Dzieciństwo i młodość
Z pochodzenia Rosjanin, urodził się w rodzinie robotniczej. Po ukończeniu szkoły podstawowej podjął pracę w fabryce artykułów biurowych, jednocześnie podejmując  szkolenie w szkole szybowcowej. Od 1938 w Armii Czerwonej, w 1939 ukończył wojskową szkołę lotniczą im. Walerija Czkałowa.

### II wojna światowa
Po agresji Niemiec na Związek Radziecki walczył na froncie od pierwszego dnia wojny w szeregach 69 IAP (69 pułku lotnictwa myśliwskiego), początkowo na I-16 w rejonie Odessy. W tym okresie uzyskał swoje pierwsze zwycięstwa powietrzne, pierwsze odznaczenie – Order Czerwonej Gwiazdy oraz pierwsze rany, udało mu się jednak powrócić na uszkodzonym samolocie na swoje lotnisko.
Jesienią 1941, tak jak i cały jego pułk, przesiadł się na nowy myśliwiec ŁaGG-3. Na maszynie tej odniósł szereg sukcesów. Nad Kałaczem koło Stalingradu zestrzelił 4 niemieckie bombowce, a pod Katelnikowem – 2 bombowce i 1 myśliwiec wroga. Został za to odznaczony Orderem Lenina i Orderem Czerwonej Gwiazdy.
24 sierpnia 1943, już jako dowódca eskadry elitarnego 9 GIAP (9 Gwardyjskiego pułku myśliwskiego) i kapitan lotnictwa, otrzymał swój pierwszy tytuł Bohatera Związku Radzieckiego. Miał wtedy na koncie 265 lotów bojowych, 65 walk powietrznych, w których zestrzelił 11 samolotów indywidualnie i 6 zespołowo. Drugi tytuł  Bohatera Związku Radzieckiego uzyskał 1 listopada 1943 za udział w wyzwoleniu Donbasu i sukcesy w walkach powietrznych. Miał wówczas na koncie 410 lotów i 114 walk powietrznych, w których strącił 26 samolotów wroga. Pod koniec wojny latał na Ła-7 z napisem na kadłubie „Aлексею Алелюхину от коллектива треста N: 41 НКАП”, będącym darem załogi fabryki lotniczej dla znanego już wówczas pilota. Ostatni samolot (Fw 190) zestrzelił nad Niemcami.

### Podsumowanie
Ogólnie podczas wojny wykonał 601 misji bojowych, stoczył 258 walk powietrznych, uzyskując 40 zwycięstw indywidualnych i 17 zespołowych. Jedna z najcięższych walk, o ile nie najcięższą stoczył w lutym 1943 na wschód od Rostowa nad Donem. Jego przeciwnikiem okazał się czołowy (drugi pod względem liczby zestrzeleń) as myśliwski Luftwaffe Gerhard Barkhorn. Walka trwała 45 minut i pomimo zastosowania rozmaitych manewrów oraz figur wyższego pilotażu przez obu pilotów, pozostała nierozstrzygnięta. Po pojedynku Aleluchin był tak wyczerpany, iż nie mógł wyjść z kabiny ŁaGG-a o własnych siłach. Przechylając się przez burtę samolotu udało mu się wypełznąć z kokpitu i zsunąć się na płat skrzydła. Z kolei Barkhorn uznał tę walkę za najtrudniejszą w całej swojej karierze myśliwskiej, co wystawia bardzo dobrą opinię umiejętnościom Aleluchina.

### Okres powojenny
Po wojnie pozostał w lotnictwie. W 1948 ukończył Akademię Wojskową im. Michaiła Frunzego, a w 1954 Akademię Sztabu Generalnego. Następnie pełnił różne funkcje sztabowe. 
Na emeryturę przeszedł w 1985 w stopniu generała majora lotnictwa. Mieszkał w Moskwie, tam też zmarł w 1990 i został pochowany na Cmentarzu Nowodziewiczym.

## Odznaczenia
- Medal „Złota Gwiazda” Bohatera Związku Radzieckiego  – dwukrotnie (24 sierpnia 1943, 1 listopada 1943)
- Order Lenina – dwukrotnie (1942, 1943)
- Order Czerwonego Sztandaru – trzykrotnie (1941, 1943, 1945)
- Order Suworowa III klasy (1943)
- Order Aleksandra Newskiego (1943)
- Order Wojny Ojczyźnianej I klasy (1985)
- Order Czerwonego Sztandaru Pracy (1968)
- Order Czerwonej Gwiazdy – dwukrotnie (1942, 1950)
- Order „Za służbę Ojczyźnie w Siłach Zbrojnych ZSRR” III stopnia (1975)
- Medal „Za zasługi bojowe”
- Medal „100-lecia urodzin Lenina”
- Medal „Za obronę Odessy”
- Medal „Za obronę Stalingradu”
- Medal „Za zwycięstwo nad Niemcami w Wielkiej Wojnie Ojczyźnianej 1941–1945”
- Medal jubileuszowy „Dwudziestolecia zwycięstwa w Wielkiej Wojnie Ojczyźnianej 1941–1945”
- Medal jubileuszowy „Trzydziestolecia zwycięstwa w Wielkiej Wojnie Ojczyźnianej 1941–1945”
- Medal jubileuszowy „Czterdziestolecia zwycięstwa w Wielkiej Wojnie Ojczyźnianej 1941–1945”
- Medal „Weteran Sił Zbrojnych ZSRR”
- Medal jubileuszowy „30 lat Armii Radzieckiej i Floty”
- Medal jubileuszowy „40 lat Sił Zbrojnych ZSRR”
- Medal jubileuszowy „50 lat Sił Zbrojnych ZSRR”
- Medal jubileuszowy „60 lat Sił Zbrojnych ZSRR”
- Medal jubileuszowy „70 lat Sił Zbrojnych ZSRR”

i inne